# Five Star
Five Star (ou 5 Star) est un groupe britannique de pop R&B formé en 1983  à Romford dans la banlieue nord-est de Londres en Angleterre. Il est composé de cinq frères et sœurs de la famille Pearson : Delroy, Denise, Doris, Lorraine et Stedman.
Le groupe a connu le succès, notamment au Royaume-Uni, entre 1985 et 1988 avec ses quatre premiers albums dont sont extraits plusieurs tubes. En 1987, il est sacré meilleur groupe britannique aux Brit Awards.
Séparé en 1995, il s'est reformé occasionnellement. 

## Histoire

### Formation et premiers succès
C'est Buster Pearson (1941-2012), ancien musicien ayant travaillé avec des pointures de la musique soul et reggae comme Otis Redding, Wilson Pickett et Jimmy Cliff, qui forme le groupe en réunissant ses cinq enfants et en devient le manager en prenant pour modèle les Jackson 5,.
Delroy Pearson (né le 11 avril 1970), Denise Pearson (née le 13 juin 1968), Doris Pearson (née le 8 juin 1966), Lorraine Pearson (née le 10 août 1967) et Stedman Pearson (né le 29 juin 1964) deviennent ainsi Five Star en 1983.
Le groupe sort la même année un premier single, Problematic, sur le label discographique créé par Buster Pearson, Tent Records. S'il n'entre pas dans les hit-parades, le titre donne une visibilité au groupe avec des passages à la télévision, ce qui attire l'attention de RCA Records et aboutit à la signature d'un contrat.
Il faut attendre 1985 pour voir le premier succès commercial avec le single All Fall Down qui entre dans l'Official Singles Chart britannique et atteint la 15e place. Le titre est présent dans les classements des ventes aux Pays-Bas, en Belgique, en Nouvelle-Zélande, ainsi qu'aux États-Unis avec une 65e place dans le Billboard Hot 100.
Dès lors, les succès s’enchaînent, principalement au Royaume-Uni: Let Me Be the One, Love Take Over, RSVP, System Addict, ce dernier culminant à la 3e place du hit-parade national. Ces chansons sont extraites de l'album Luxury of Life qui se hisse au 12e rang de l'Official Albums Chart au Royaume-Uni où il est certifié disque de platine pour 300 000 exemplaires vendus,.

### Le groupe au sommet
En 1986, Five Star est à l'apogée de son succès. Le deuxième album, Silk and Steel, est numéro 1 au Royaume-Uni au mois de septembre. Il génère plusieurs singles dont six entrent dans le top 15 britannique, dont le titre Rain or Shine qui culmine à la 2e place.
Certifié quadruple disque de platine par la British Phonographic Industry pour 1 200 000 ventes, Silk and Steel est nommé dans la catégorie meilleur album britannique aux Brit Awards 1987, tandis que Five Star remporte le trophée du meilleur groupe britannique lors de cette même cérémonie, devenant la première formation d'artistes noirs lauréate d'un Brit Award,.
Les Pearson s'installent à Sunningdale dans un manoir qu'ils équipent d'un studio d'enregistrement à 2 500 000 livres sterling et font l'acquisition de plusieurs voitures de luxe. Un style de vie somptueux faisant des cinq frères et sœurs des cibles de choix pour les tabloïds britanniques.
Le troisième album, Between the Lines, sorti en septembre 1987, n'obtient pas le même succès que le précédent. Il se classe tout de même 7e au Royaume-Uni et devient disque de platine,. Trois singles en sont extraits, Whenever You're Ready, Strong as Steel et Somewhere Somebody, respectivement 11e, 16e et 23e de l'Official Singles Chart.

### Déclin et séparation
En 1988, le groupe veut changer son image et paraître plus adulte avec l'album Rock the World, mais le succès continu de décroître, le disque ne dépasse pas la 17e place dans l'Official Albums Chart et obtient une certification disque d'argent pour 60 000 copies vendues.   
La sortie d'une compilation Greatest Hits en 1989 marque un changement de maison de disques, un contrat avec Epic Records ayant été signé. Avec une 53e place dans le classement officiel britannique, les ventes de la compilation sont décevantes. Quant à l'album simplement intitulé Five Star, sorti en 1990, il n'a tout simplement pas les honneurs du hit-parade national.
Pour ne rien arranger, Stedman Pearson est poursuivi en justice pour outrage public à la pudeur dans des toilettes à Londres,.
Relocalisé aux États-Unis, Five Star sort ensuite les albums Shine en 1991 et Heart and Soul en 1995, mais les hit-parades restent hors de portée.
Le groupe se sépare en 1995. Il arrive qu'il se reforme occasionnellement, comme entre 2001 et 2002 avec la sortie d'un album, Eclipse, comportant des titres inédits et des remixes, suivie d'une tournée baptisée Here and Now.

## Membres
- Denise Pearson : chant principal, auteure
- Doris Pearson : chant, auteure, chorégraphe
- Lorraine Pearson : chant, auteure, porte-parole
- Stedman Pearson : chant, conception des costumes
- Delroy Pearson : chant, auteur, producteur

## Discographie
Albums
- 1985 : Luxury of Life
- 1986 : Silk and Steel
- 1987 : Between the Lines
- 1988 : Rock the World
- 1990 : Five Star
- 1991 : Shine
- 1995 : Heart and Soul
- 2001 : Eclipse

Compilations
- 1989 : Greatest Hits
- 2003 : The Greatest Hits
- 2013 : The Remix Anthology - The Remixes 1984–1991
- 2019 : Gold